# Gersemia marenzelleri
Gersemia marenzelleri är en korallart som beskrevs av Kükenthal 1906. Gersemia marenzelleri ingår i släktet Gersemia och familjen Nephtheidae. Inga underarter finns listade i Catalogue of Life.